# Héléna Arsène Darmesteter
Héléna Arsène Darmesteter (geboren als Héléna Hartog) (Londen, 1854 - 1923) was een Brits portretschilder.

## Biografie
Héléna Hartog werd geboren in Londen als dochter van Alphonse Hartog, een Frans onderwijzer en Marion Hartog (geboren als Marion Moss), de redacteur van het eerste Joodse vrouwentijdschrift, The Jewish Sabbath Journal. Haar ouders hadden een Franse kostschool waar Héléna Frans leerde spreken. Later studeerde ze schilderkunst in Parijs bij Gustave Courtois, waar ze haar echtgenoot Arsène Darmesteter ontmoette.
Ze werd een succesvol portretschilder en exposeerde op de Royal Academy of Arts in 1891 en 1894 en op de Exposition Universelle in Parijs in 1900.
Haar Self-portrait en Study of a woman before a mirror werden opgenomen in het boek Women Painters of the World uit 1905.

## Werken (selectie)

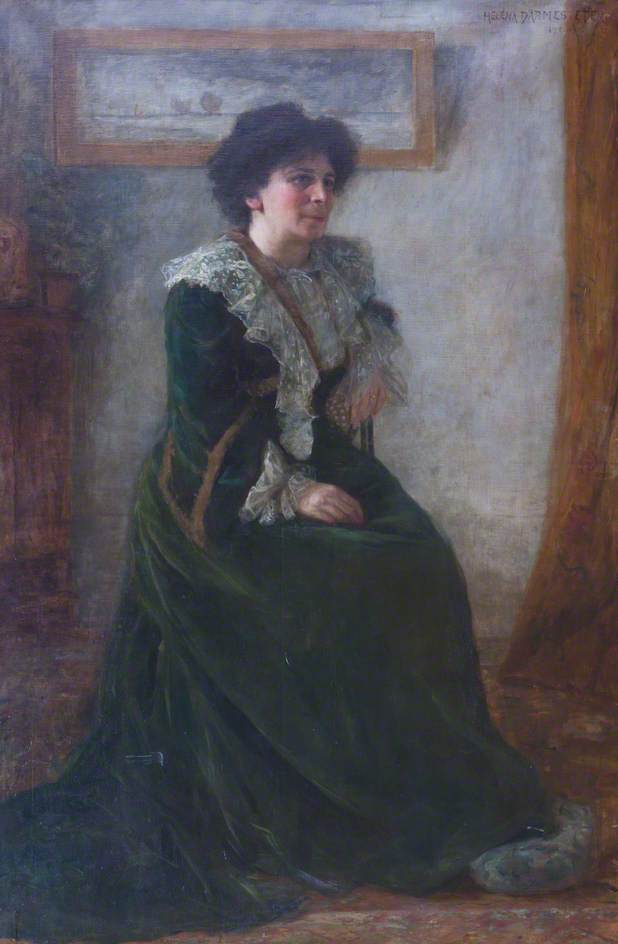
Portrait of cousin Sarah Marks (later Hertha Ayrton genoemd)
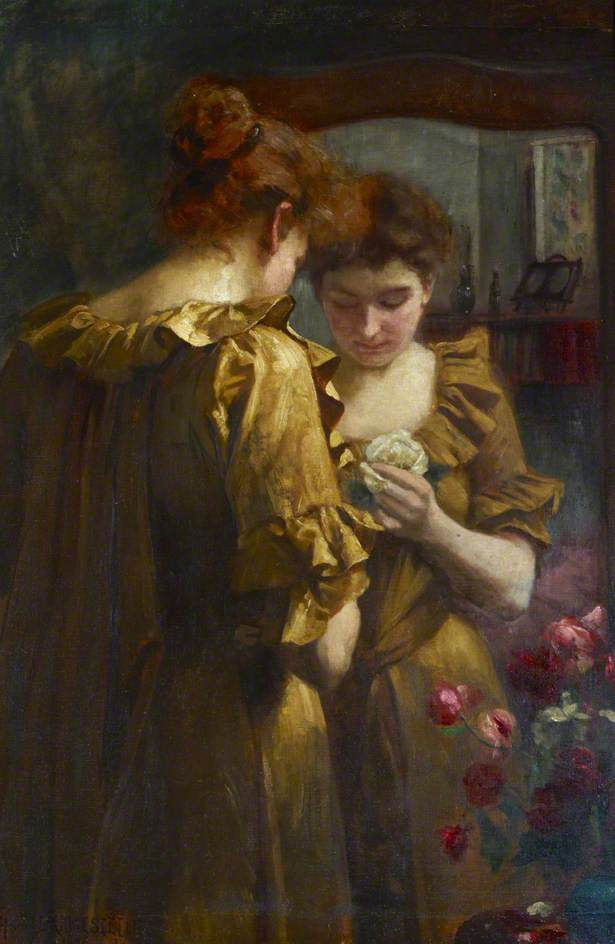
Study of a woman before a mirror
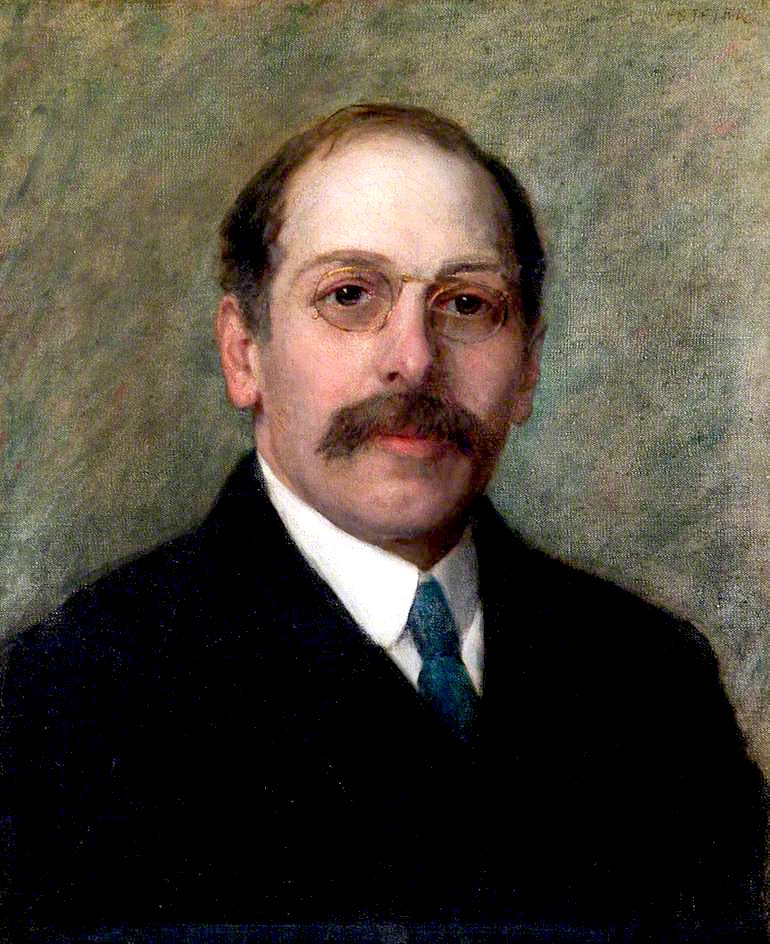
Sir Philip J. Hartog

- International Standard Name Identifier: 0000 0004 3959 810X
- RKD-Nederlands Instituut voor Kunstgeschiedenis: 117370
- Union List of Artist Names: 500133788
- Virtual International Authority File: 157011782